# Junaidi Hashim
Junaidi Bin Hashim, né le 3 août 1982, est un coureur cycliste singapourien. Il participe à des compétitions sur route et en VTT.

## Palmarès sur route

### Par année
- 2005
  -  Champion de Singapour sur route
- 2006
  - SACA Road Race 1
- 2009
  - Tour of Friendship
  - 3e du championnat de Singapour sur route
- 2011
  - 2e du championnat de Singapour du contre-la-montre
- 2012
  -  Champion de Singapour sur route

### Classements mondiaux
| Année         | 2012 | 2013 | 2014 | 2015 | 2016 | 2017 | 2018 | 2019 |
| ------------- | ---- | ---- | ---- | ---- | ---- | ---- | ---- | ---- |
| UCI Asia Tour | 223e |      |      |      |      |      | 378e | 242e |

## Palmarès en VTT

### Championnats nationaux
- 2015
  - 2e du championnat de Singapour de cross-country
- 2016
  -  Champion de Singapour de cross-country
- 2017
  -  Champion de Singapour de cross-country
- 2018
  -  Champion de Singapour de cross-country
- 2019
  -  Champion de Singapour de cross-country